# سیارک ۵۱۶۵۵
سیارک ۵۱۶۵۵ (به انگلیسی: 51655 Susannemond، نامگذاری:2001JA) پنجاه و یک هزار و ششصد و پنجاه و پنجمین سیارک کشف شده‌است که در ۱ مه ۲۰۰۱ کشف شد.